# Floriana Lombardi
Floriana Lombardi, född 1967, är en italiensk fysiker och professor i mesoskopisk supraledning. Hon forskar vid institutionen mikroteknologi och nanovetenskap på Chalmers tekniska högskola i Göteborg.

## Biografi
Lombardi utbildade sig vid universitetet i Neapel, Italien, och disputerade vid samma lärosäte 1996 i fysik. Efter sin doktorsexamen började hon som postdoc på Chalmers och stannade där fram till 1998 då hon återvände till universitetet i Neapel. Hon kom tillbaka till Chalmers redan 2002 då som forskarassistent på MC2, institutionen för mikroteknologi och nanovetenskap och mer specifikt avdelningen för kvantkomponentfysik.

## Priser och utmärkelser
Priser och utmärkelser i urval:
- "Särskild forskartjänst" vid Kungliga Vetenskapsakademien (KVA), 2006[1]
- Letterstedtska priset för sina rön beträffande nanofysik/högtemperatursupraledare. Priset delas ut av Kungliga vetenskapsakademien, KVA. 2017[2]